# Vincent Alexandrou Patterson
Vincent Alexandrou "V.J." Patterson Jr., es un personaje ficticio de la serie de televisión australiana Home and Away, interpretado por el actor Matthew Little del 2014 hasta el 23 de noviembre del 2017. Anteriormente V.J. fue interpretado por el actor Felix Dean del 2007 hasta el 2014.

## Biografía
VJ nació en el 2001 y solo momentos después su padre Vinnie Patterson fue arrestado, su madre Leah comenzó a criarlo solo y con la ayuda de Jesse McGregor, el excompañero de celda de Vinnie, quien fue una figura paterna para VJ.  
Cuando VJ tenía seis meses se descubrió que tenía un problema de audición y que necesitaba una operación donde se le implantaría una cóclea para poder reparar el problema. En su primer cumpleaños VJ se encontraba viendo un video de su padre vestido como payaso cuando Leah recibió una llamada donde le dijeron que Vinnie había muerto en prisión el día en que iba a ser puesto en libertad. Cuando Leah decide ayudar a Sally Fletcher y Flynn Saunders ofreciendo su vientre, VJ comienza a pasar más tiempo con su abuela Stella en the City y con Colleen Stewart en el Caravan Park. Poco después VJ obtuvo una nueva figura paterna cuando su madre comenzó a salir con Dan Baker.
Durante su segundo cumpleaños VJ quedó encantado cuando recibió la visita de un enorme oso quien le dio una carta, luego se reveló que el oso era su padre Vinnie, quien no había muerto sino que había entrado a protección de testigos y había ido a despedirse de su hijo. Leah decidió no ir con Vinnie a protección de testigos y pronto comenzó una nueva vida con Dan Baker, poco después llegó Ryan Baker, el problemático hijo de Dan y Amanda Vale y las cosas se pusieron peor cuando Amanda llegó, sin embargo ninguno de los dos obtuvo lo que quería y al final Leah y Dan se casaron.
Sin embargo los problemas regresaron cuando Dan comenzó a apostar y casi le cuesta la vida a VJ, esto ocasionó que Leah y Dan se separaran y que Dan comenzara a beber, mientras cuidaba de VJ, Dan se quedó dormido y VJ bebió alcohol lo que ocasionó que se desmayara y fuera llevado al hospital, al inicio aunque Leah estaba furiosa luego perdonó a Dan y regresaron, poco después Drew, el hijo del hermano de Dan, Peter Baker se mudó con ellos y creó un fuerte lazo con VJ. Poco después su tío Alex regresó a Bay y comenzó a cuidar de VJ, pero cuando este encontró pastillas en su mochila, cuando casi las toma fue detenido a tiempo, poco después Alex dejó Bay y VJ nunca se enteró de que esas pastillas eran en realidad drogas ilegales. 
Después de crear un fuerte lazo con su hermanastro, se molestó cuando Ryan decidió irse a vivir con su madre a la ciudad, sin embargo quedó destrozado cuando su padrastro Dan murió durante un viaje a Estados Unidos. Ryan y Amanda regresaron para el funeral de Dan y en un momento conmovedor Leah les dijo a VJ y Ryan que todavía seguirían siendo familia. Después de la muerte de su padrastro, VJ comenzó a pasar mucho tiempo con Miles Copeland, lo que ocasionó la molestia de su madre, quien le prohibió acercase a él, VJ molestó huyó de su casa y terminó en la de Miles, quien lo llevó a salvo con su madre. Poco después Leah le permitió estar con él, pero cuando Miles comenzó una relación con Kirsty Sutherland cambió de parecer y VJ se volvió rebelde y comenzó a darle muchos problemas a su madre. 
Mientras estaba siendo cuidado por Colleen, VJ se escapó y quedó atrapado en un desagüe durante una tormenta, sin embargo fue rescatado por Jai Fernandez quien había salido a buscarlo con Annie Campbell, pero luego de que Annie quedara atrapada VJ comenzó a sentirse culpable y luego de tener una plática con su madre le confesó que extrañaba muchísimo a Dan, así que Leah le permitió estar con Miles.
Cuando VJ descubrió a Bridget Simmons husmeando entre las cosas de su madre, esta le dijo que estaba organizando una fiesta sorpresa para su madre así que VJ le creyó. 
Poco después VJ fue secuestrado por Brian Lawler en un intento por obtener el dinero de Leah, VJ casi logra escaparse dos veces, luego de ser rescatado VJ se reunió con su madre.
Cuando se enteró de que su madre estaba saliendo, se molestó y logró hacer que dejará de salir con George. Mientras tanto VJ comenzó a quejarse de que no tenía a nadie para practicar fútbol y cuando Roman Harris se ofreció quedó feliz, sin embargo cuando se enteró de que Roman y su madre estaban saliendo quedó devastado y se alejó de él, pero comenzó a acercarse cuando Roman fue herido en un accidente automovilístico, no paso mucho para que la relación entre Leah y Roman se deteriorara y terminaron.
En el 2010 después de la llegada del nuevo reverendo Elijah Johnson a Summer Bay, este le revela a Leah que él conoció a su exesposo Vinnie y que este había muerto 18 meses atrás, siendo Elijah la última persona en verlo con vida. Poco después Elijah y Leah comenzaron una relación la cual VJ comienza a aceptar.
Cuando Leah y Elijah discuten si deberían decirle a VJ sobre la muerte de su padre, este los escucha y se entera de que todo lo que sabía acerca de su padre era mentira, ya que él pensaba que Vinnie había muerto antes de que él naciera, sin embargo después de visitar la tumba de su padre y darle un cierre a su dolor, busca apoyo en Elijah, lo cual los acerca más. Cuando su madre y Elijah terminan y este se muda a África para ayudar a los necesitados, VJ queda destrozado. 
Más tarde VJ cuando Lily Smith regresa de nuevo a la bahía con su padre, VJ enseguida se hace muy buen amigo de ella, incluso ambos deciden escaparse después de sentir que sus respectivos padres no tienen tiempo para ellos, sin embargo pronto son encontrados y ambos regresan sanos a casa. Más tarde en noviembre del 2012 VJ se va de la bahía con su mamá cuando el exnovio de Leah, Jamie Sharpe comienza a acosarla.
El 23 de noviembre del 2017 V.J. decide huir de la bahía junto a Luc Patterson, para evitar que el criminal de su padre, Mick Jennings obtuviera su custodia.